# T-모바일 파크
T-모바일 파크(T-Mobile Park)는 미국 워싱턴주 시애틀에 있는 야구장이다. 미국 메이저 리그 아메리칸 리그에 소속된 프로야구팀 시애틀 매리너스의 홈구장으로 1999년 6월 15일 개장했다. 돔구장이지만 지붕이 개폐식이어서 천연잔디를 쓰고, 수용인원은 4만 7116명이다. 시애틀의 기후상 흐리거나 비가 올 때만 지붕을 닫는다.
2003년 3월 30일, WWE 레슬매니아 19가 개최되었다. 관중 수는 54,097명이다. 메이저리그 30개 구장 중 유일하게 월드시리즈가 열리지 않은 구장이다.(홈 팀인 시애틀 매리너스는 월드시리즈에 한 차례도 진출하지 못한 유일한 메이저리그 팀이다.)
| 메이저 리그 베이스볼 올스타전 개최 경기장 |                      |           |
| 2000년                                    | 2001년 세이프코 필드 | 2002년    |
| 터너 필드                                 | 2001년 세이프코 필드 | 밀러 파크 |
|                                           |                      |           |
|                                           |                      |           |